# Матраево
Матра́ево (баш. Матрай) — село в Зилаирском районе Башкортостана России. Административный центр Матраевского сельсовета.

## Географическое положение
Село расположено в юго-восточной части района, на правом берегу реки Бузавлык.
Расстояние до:
- районного центра (Зилаир): 58 км,
- ближайшей железнодорожной станции (Сибай): 105 км.

## История
В прошлом село называлось Мухаметрахимовым.
Сохранилась легенда, записанная от старожила Алгушаева Гизитдина Губаевича (1913 г. р.). В ней говорится, что «аул основан в 1755 г. Мухаметрахимом Алгушаевым, выходцем из д. Ишбулды нынешнего Зилаирского района, убежавшим от притеснения заводчиков и преследования карателей в ходе подавления башкирского восстания. В первое время переселенцы жили на месте современного с. Ямансаз, но болотистые места мешали им заниматься скотоводством, поэтому они спустились вниз по течению р. Бузавлык и там, где в неё впадает р. Урайгуш, основали аул».
Легенда, правильно называя имя основателя деревни, не совсем точно указывает время её возникновения: в материалах ревизий 1795—1834 гг. деревни, названные в легенде, отражения не нашли, ибо они ещё не существовали. По данным VII ревизии (1816 г.), человек по имени Мухаметрахим Алгушаев был зафиксирован в д. Юлдыбаево Тунгаурской волости Оренбургского уезда: в одном дворе со своими семьями проживали 47-летний Иглик Алгушаев (жены: Сагындык, 48 лет; Токбика, 35 лет) и его братья: 24-летний Мухаметрахим Алгушаев (жена Давлетбика, 23 года), 22-летний Мухаметшарыф Алгушаев. Отдельном двором жили 40-летний Кутлугильды Алгушаев с семьей, его братья: Хусейн (умер в 1813 г.), 26-летний Якшигильды с семьей.
Относительно д. Мухаметрахимово Тунгаурской волости сохранились лишь материалы X ревизии (1859 г.). Согласно им, она относилась к 1-му юрту 4-го башкирского кантона.  Также указано, что деревня была отмечена ещё IX ревизией (1850 г.). Из этого документа узнаем, что Мухаметрахим Алгушаев сын Саитов проживал в своей деревне, но в 1855 г. умер, в возрасте 63 лет. В 1858 г. продолжалось формирование населения: из д. Юлдыбаево «по распоряжению начальства» сюда была переведена семья Абдульмена Балыкбаева. В 1859 г. в д. Мухаметрахимово имелся 21 двор, где проживали 162 чел.  Деревенским начальником служил зауряд-хорунжий Байрамгул Кутлугильдин Алгушаев.
Архивные документы также показали, что д. Ишбулдино, откуда, согласно легенде, якобы происходил основатель д. Мухаметрахимово, образована лишь 16 сентября 1858 г. переселенцами из д. Юлдыбаево, во главе с Ишбулды Исянгильдиным сыном Илимбетовым (1798—1858 гг.), который до 1858 г. являлся жителем д. Юлдыбаево, как и все переселенцы в эту новую деревню. А переселение некоторых жителей из д. Ишбулдино в д. Мухаметрахимово произошло только в 1863 г. Так, в апреле — мае 1863 г. в д. Мухаметрахимово были переселены семьи Миргалия Ишбулдина Исянгильдина, Исянъюла Мухаметрахимова Алгушаева, Мухаметъзяна Мухаметрахимова Алгушаева.
Деревня Мухаметрахимово  Тунгаурской волости Оренбургского уезда возникла между 1842 и 1850 гг. В 1850 г. она представляла собой полноценную деревню, состоящую из 20 дворов. Основатель деревни, выходец из д. Юлдыбаево Тунгаурской волости Мухаметрахим Алгушаев сын Саитов (1794—1855 гг.).
При въезде в с. Матраево можно заметить вывеску, содержащую надпись о том, что оно образовано в 1855 г.
О предках основателя сохранились интересные материалы. В фондах государственного архива Оренбургской области выявлен документ, датируемый 1762 г.: «Допрос жителя Тунгаурской волости команды старшины Сабира деревни Бакирова Алгушая Сеитова, бежавшего из казахского плена, куда он попал в ходе башкирского восстания 1755 г.». В нём говорится, что бежавший «…из …Кайсацкой Орды… Алгушай Сеитов… Ему двадцать шесть лет, родом из Уфимского уезда Ногайской дороги Тунгаурской волости команды старшины Сабира деревни Бакирова». Из документа становится ясно, что в 50—60-е гг. XVIII в. д. Юлдыбаево Тунгаурской волости носило название: деревня Бакирова по имени отца сотника Юлдыбая Бакирова Бакира. Это подтверждается материалами VII ревизии (1816 г.), а также данными шежере южных тунгауров. Отец Мухаметрахима Алгушай Сеитов, башкир Тунгаурской волости, 1736 г. р., являлся участником восстания 1755 г., в ходе которого оказался в Кайсацкой Орде, откуда смог вернуться на родину только в 1762 г. Обратим внимание на то, что вышеприведенная легенда, связывающая основание д. Мухаметрахимово с событиями восстания 1755 г., хотя и не совсем точна, в своей основе сохранила реальную историю. Передаваясь из уст в уста, имя Алгушая Сеитова было заменено именем его сына Мухаметрахима Алгушаева. Родословная линия Мухаметрахима Алгушаева хорошо прослеживается по шежере южных тунгауров. Она выглядит следующим образом: Тунгаур — Хакколай — Иламан — Кустэнэ — Хатыусал — Татлыбай — Кулукай — Саит — Алгушай — Мухаметрахим. Данные шежере подтверждаются архивными документами, которые также позволяют дополнить шежере этой линии. Из ревизских сказок видно, что Мухаметрахим Алгушаев, сын Саитов был женат на Давлетбике Бикбулатовой (1793 г. р., умерла в 1859 г.). С ними проживал женатый сын Абдрахман (1831 г. р.), его жена Сахиба Абдулнасырова (1835 г. р.), дочери: Сабиля (1851 г. р.) и Гарифа (1858 г. р.) По документам также видно, что у Алгушая, кроме Мухаметрахима, также были сыновья Иглик, Мухаметшариф, Кутлугильды, Хусаин, Якшигильды Алгушаевы.
С момента возникновения по 1900 г. о наличии мечети в д. Мухаметрахимово документальных данных нет. Однако, согласно данным, записанным от Гизитдина Губаевича Алгушаева, мечеть здесь функционировала ещё в дореволюционное время. Религиозными деятелями и учителями мусульманской школы являлись муллы Яхуда Балыкбаев и Муслим Алгушаев, абыстай Сабира Алгушаева. Выходит, что мечеть была построена после 1900 г.
По данным краеведов, мусульманская начальная школа (мектеб) в д. Мухаметрахимово функционировала с 1876 г. В 1925 г. здесь открылась светская школа. Первыми учителями были А. М. Кунакасов, Б. З. Бухарбаев, Г. Г. Алгушаев. В 1937 г. в Матраевской двухкомплектной школе обучались 90 учащихся. В 1938 г. школа была реорганизована в семилетнюю. Первым её директором стал З. З. Байгильдин. Обучение велось на башкирском и русском языках.
Перед 1917 г. основное население аула относилось к разряду середняков, занимались скотоводством и земледелием. На 1 двор в среднем приходилось 5—6 лошадей и столько же коров. Земельных наделов в среднем на 1 двор приходилось по 10 десятин. Около 10 семей считались бедняцкими, в их хозяйствах было не более 1 лошади и коровы. Действовали магазины местного богача Ахмета Ишбулдина и русского предпринимателя И. Мамыкина Террор и грабеж мирного населения был учинен красными солдатами 1-го Интернационального полка: 5—7 марта 1919 г. они подвергли д. Мухаметрахимово грабежу и убили двух её жителей.
20 сентября 1919 г. в деревне прошло собрание её жителей, в котором приняло участие 50 домохозяев из 75. Собрание вел местный активист Вильдан Утяев. Секретарь Алексей Толстобровов. Собравшиеся жители обсудили вопрос о создании сельского совета и избрали его первого председателя Забихуллу Аллабердина. Его заместителем стал Яков Петров, секретарем — Махамет Ишбулдин, зав. продовольственным и земельным отделом Аитбай Арсланбаев. Не явившиеся на собрание домохозяева из русских позднее предприняли попытку создать свой сельсовет. Так, в октябре 1919 г. 4 домохозяина д. Мухаметрахимово русской национальности постановили избрать из среды себя председателя совета Александра Кокина, членами: Г. Бурзина, А. Светкина и др.
В 1924 г. д. Мухаметрахимово стала административным центром Тангауровской волости Зилаирского кантона. 
В годы советской власти произошли большие изменения в хозяйственном развитии села. В 1929—1932 гг. в с. Матраево был образован колхоз «Красный плуг», первым председателем которого был Сабир Аллабердин. Колхоз выращивал пшеницу, картофель, овес. В 1930 г. к нему были присоединены ещё 3 хозяйства и образован колхоз «Новый мир». Но он вскоре распался на 4 колхоза. В 1948 г. произошло их новое объединение в колхоз «Новый мир». В 1958 г. он был преобразован в гигантский совхоз «Башкирский» .
В советский период Матраево входило в состав нескольких кантонов и районов. С 1919 г. по 1922 г. деревня находилась в составе Бурзян-Тангауровского кантона, с 1922 по 1930 гг. входила в состав Зилаирского кантона, в 1930—1937 гг. — в состав Хайбуллинского района. Постановлением ВЦИК от 20 марта 1937 г. был образован Матраевский район с центром в с. Матраево. Но в 1938 г. центр района был перемещен в с. Юлдыбаево. Матраевский район просуществовал до 4 июля 1956 г. Из упраздненных 8 сельсоветов бывшего Матраевского района 6 вошли в состав Зилаирского района, остальные 2 — в состав Баймакского и Хайбуллинского районов. В ходе укрупнения районов в 1963 г. территория Зилаирского района полностью была передана в состав вновь образованного Хайбуллинского района. А 4 ноября 1965 г. снова был образован Зилаирский район, куда вошло с. Матраево.

## Население
| 1859 | 1866 | 1890  | 1900  | 1920 | 1926  | 1938 |
| ---- | ---- | ----- | ----- | ---- | ----- | ---- |
| 162  | ↗199 | ↘187  | ↘179  | ↗512 | ↘205  | ↗389 |
| 1939 | 1959 | 1989  | 2000  | 2002 | 2009  | 2010 |
| ↗411 | ↗771 | ↗1106 | ↗1134 | ↘967 | ↗1011 | ↘940 |

Национальный состав
Согласно переписи 2002 года, преобладающая национальность — башкиры (95 %).

## Инфраструктура
МУСП «Совхоз "Башкортостан"», функционируют средняя школа, детский сад, участковая больница, дом культуры, библиотека. В 2007 г. в районе с. Матраева на стыке двух рек: Большой и Малый Бузавлык введено в эксплуатацию Бузавлыкское водохранилище, общая площадь поверхности зеркала которого около 450 гектаров.

## Религия
В селе есть мечеть.